# Пердью, Джон
Джон Пердью (John P. Perdew; род. 30 августа 1943, Камберленд, Мэриленд) — американский физик и химик-теоретик, специалист в области физики твердого тела, занимающийся теорией функционала плотности.
Доктор философии (1971), профессор Тулейнского и Темпльского университетов, в первом из которых трудится с 1977 года, а во втором — с 2013 года, член НАН США (2011).
Является одним из наиболее цитируемых физиков в мире, Clarivate Citation Laureate (2019).

## Биография
Родился в семье учителя биологии.
Окончил Gettysburg College (бакалавр физики и математики Summa cum laude, 1965). В Корнеллском университете получил степени магистра (1970) и доктора философии (1971) по физике.
В 1971-74 гг. фелло-постдок в Торонтском университете, а в 1974-77 гг. — в Ратгерском университете. Ученик физика David Langreth. В 1975—1976 гг. приглашённый учёный в Nordic Institute for Theoretical Physics в Копенгагене в Дании.
В Тулейнском университете с 1977 года ассистент-, с 1979 года ассоциированный, с 1982 года полный профессор физики, с 2013 года исследовательский профессор, в 1991-94 и 2001-3 гг. заведующий кафедрой. С 2013 года именной профессор (Laura H. Carnell Professor) физики и химии кафедры физики Темпльского университета.
Теорией функционала плотности он начал заниматься ещё будучи постдоком; сотрудничал с Mel Levy; подготовил 15 PhD-студентов и 12 постдоков.
Член International Academy of Quantum Molecular Science (2003), фелло Американского физического общества (1991).
Автор более 260 публикаций.
Две его работы есть в списке ста самых цитируемых научных работ, опубликованном в Nature в 2014 году.

### Награды и отличия
- Outstanding Researcher Award, Tulane University School of Science and Engineering[англ.] (2007, первый удостоенный)[11]
- President’s Award for Excellence in Professional and Graduate Teaching Тулейнского университета (2009[12])
- Materials Theory Award, Materials Research Society[англ.] (2012[8])
- Медаль Джона Скотта (2015[13])
- Премия Гумбольдта (2015)[14]
- Dean’s Distinguished Award for Excellence in Research научно-технологического колледжа Темпльского университета (2019[15])
- Clarivate Citation Laureate (2019)